# Долгоруков, Владимир Андреевич
Князь Влади́мир Андре́евич Долгору́ков (3 (15) июля 1810; Москва, Российская империя —19 июня (1 июля) 1891; Париж, Третья французская республика) — русский военный и государственный деятель, генерал-адъютант, генерал от кавалерии, московский генерал-губернатор в 1865—1891 годах.

## Биография
Младший сын статского советника князя Андрея Николаевича Долгорукова (1772—1843?) от брака с Елизаветой Николаевной Салтыковой (1777—1855). Его отец был внучатым племянником фельдмаршала Василия Долгорукова, мать — внучка обер-прокурора Я. П. Шаховского. Имел братьев Николая, Ивана (1796—1807), Илью, Сергея (1802—1832), Василия, Дмитрия (1808—1809) и сестёр Екатерину, Марию-старшую, Марию-младшую, Александру.

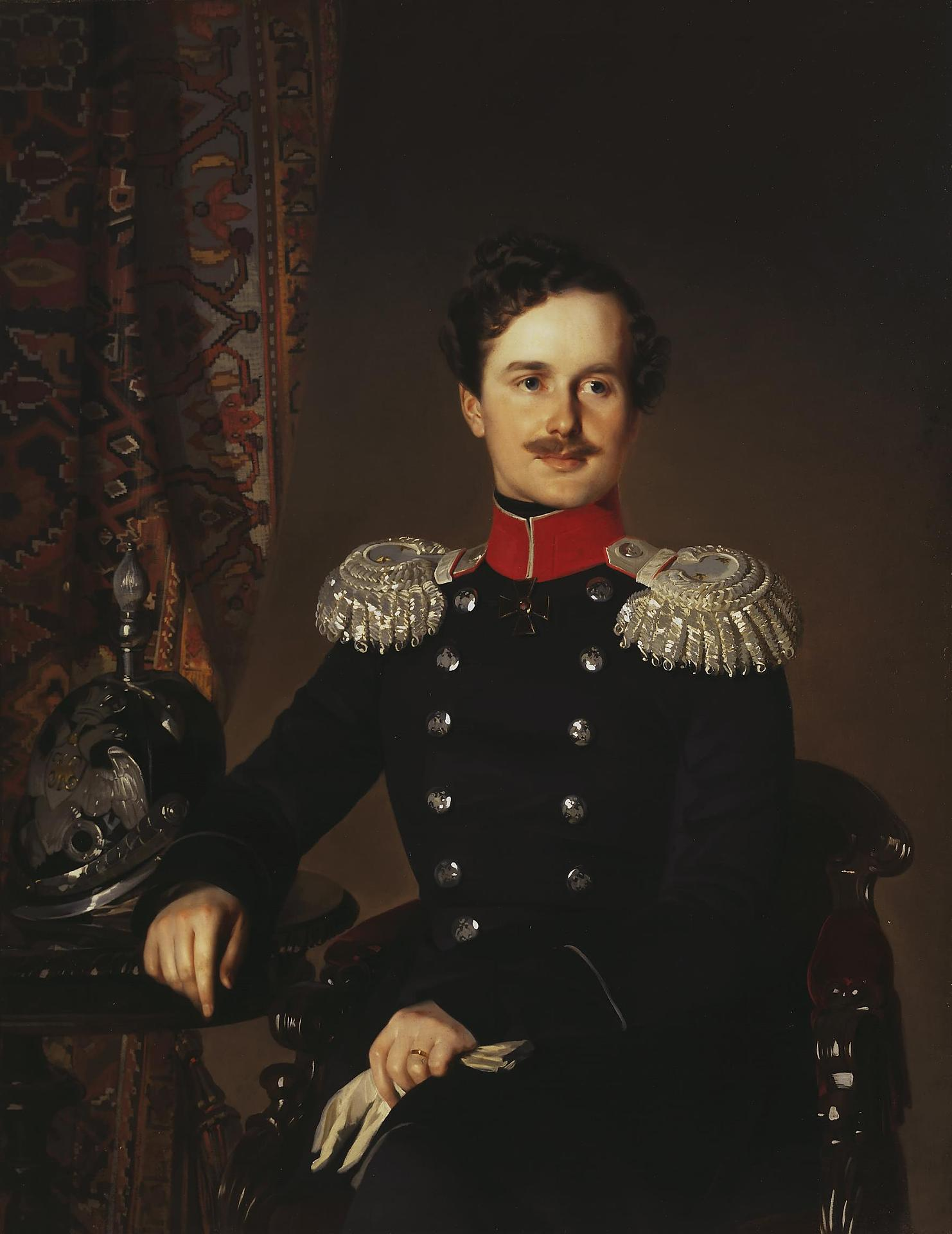
Генерал-майор В. А. Долгоруков, 1849 год.

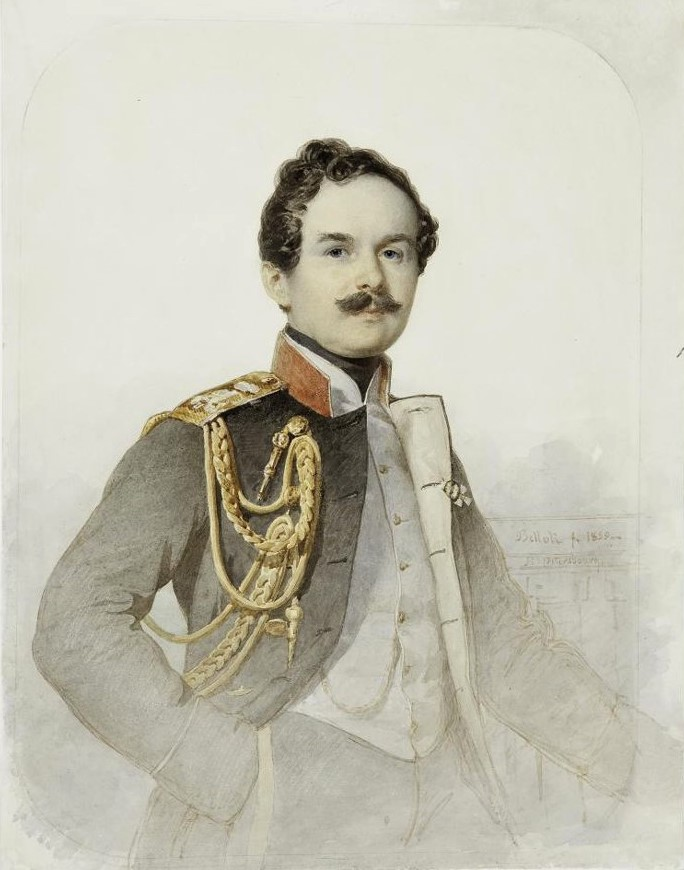
Портрет князя Долгорукова, 1859 год

По окончании весной 1829 года курса в Школе гвардейских подпрапорщиков служил корнетом в лейб-гвардии конном полку, участвовал в польской кампании 1830 года, принял первый бой в мае 1831 года. В начале 1833 назначен адъютантом к военному министру Чернышеву, чуть позже произведен в поручики. В 1836 году награждён орденом св. Владимира 4-й степени, в том же году оставил военно-хозяйственные дела, перейдя снова в боевые части. С 1836 по 1838 служил на Кавказе. В 1838 произведён в штаб-ротмистры и снова возвращается к военному хозяйству. В 1844 за отличие по службе произведён в полковники. С 1845 года началась служба князя в высших административных учреждениях страны. Позже был генерал-провиантмейстером и членом Военного совета. 1 февраля 1852 был награждён орденом св. Георгия 4-й степени (№ 8841 по списку Григоровича — Степанова).
30 августа 1865 года князь Владимир Андреевич был назначен московским генерал-губернатором и служил на этой должности 25 лет и почти 6 месяцев (до 26 февраля 1891), пользуясь немалой популярностью среди населения. После назначения стал президентом Императорского Московского общества любителей конского бега, по уставу которого им является московский генерал-губернатор. При нём Московское общество развивалось и получило в 1872 году право именоваться Императорским, также развивался Московский ипподром.
Особенную деятельность проявил во время войны с Турцией 1877—1878 годов: при его содействии организовано в Москве и уездах до 20 комитетов общества Красного Креста, собрано около 1 500 000 руб. пожертвований в пользу общества и 2 220 000 руб. для приобретения судов добровольного флота, устроено госпитальное помещение более чем на 2400 кроватей, снаряжены два санитарных поезда, на 170 человек каждый, перевезшие свыше 12 500 больных и раненых.
В 1875 году, когда широко отмечалось 10-летие службы В. А. Долгорукова на посту московского генерал-губернатора, Московская городская дума избрала его почётным гражданином Москвы. Через два года, по просьбе жителей Новослободной улицы, её переименовали в Долгоруковскую.
Москвичи учредили в честь В. А. Долгорукова 283 стипендии в учебных заведениях, открыли 163 бесплатных места в больницах. В Московском университете было 6 долгоруковских стипендий (одна была учреждена самим князем) и два пособия.
Князь Владимир Андреевич скончался от паралича сердца 1 июля 1891 года в Париже. Был похоронен в Петербурге на Смоленском православном кладбище; могила считается утраченной.

## Семья
Владимир Андреевич был женат на княжне Варваре Васильевне Долгоруковой (1816—1866), известной своим колоссальным богатством, дочери Василия Васильевича Долгорукова от брака его с княжной Варварой Сергеевной Гагариной. По словам современника, «московский дом княгини был поставлен на строгую этикетную ногу; к обеду мужчины являлись при полном параде, даже князь супруг не смел являться к столу без эполет». Скончалась за границей, где находилась на лечении. В браке родились:
- Варвара (1840—1909), замужем за Николаем Васильевичем Воейковым (1832—1898); их сын Владимир.
- Василий (1841 — 1 марта 1859), скончался от чахотки в Бонне.
- Анна (1845—1887), замужем за дворянином Куликовым.

## Военные чины и свитские звания

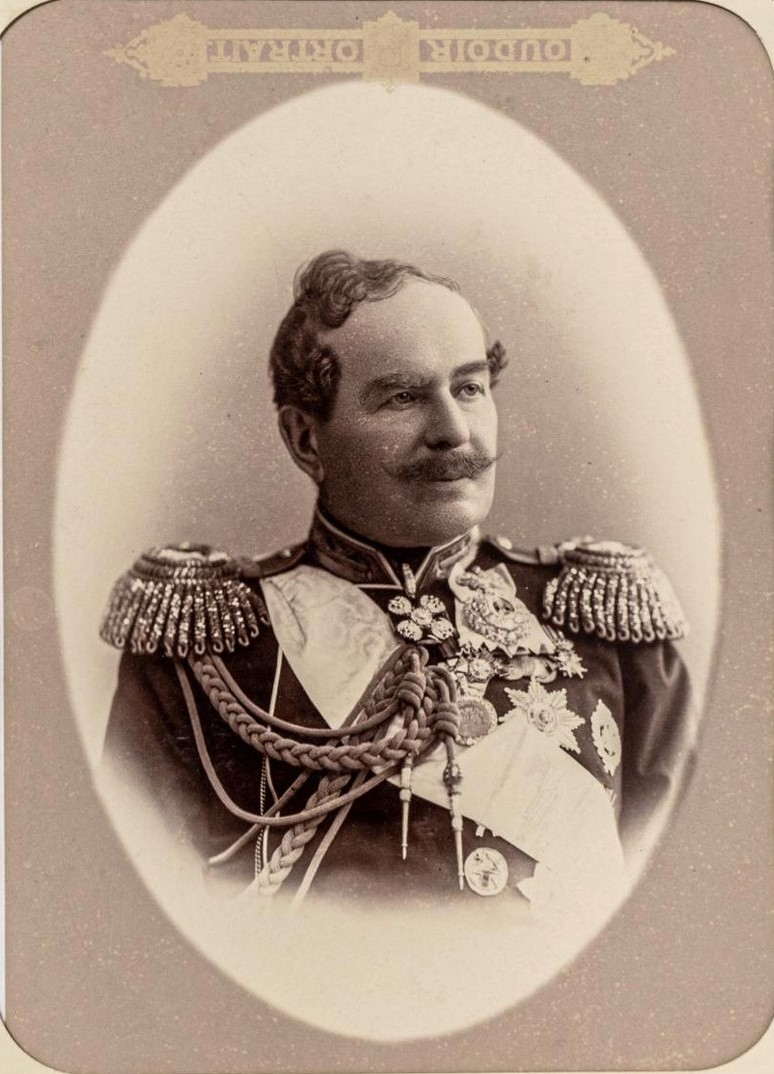
Генерал от кавалерии князь В.А. Долгоруков.

- Корнет гвардейской кавалерии (14.04.1829)
- Поручик (28.01.1833)
- Штабс-ротмистр (09.05.1837)
- Ротмистр (30.03.1841)
- Полковник (06.12.1844)
- Флигель-адъютант (1847)
- Генерал-майор Свиты (07.08.1849)
- Генерал-адъютант (1855)
- Генерал-лейтенант (30.08.1857)
- Генерал от кавалерии (01.05.1867)

## Награды
- Орден Святой Анны 3-й ст. с бантом (1832);
- Орден Святого Станислава 3-й ст. (1834);
- Орден Святого Владимира 4-й ст. (1836);
- Орден Святого Станислава 2-й ст. (1839);
- Орден Святой Анны 2-й ст. (1842);
- Императорская корона к Ордену Святой Анны 2-й ст. (1843);
- Орден Святого Владимира 3-й ст. (1846);
- Знак отличия за XV лет беспорочной службы (1846);
- Бриллиантовый перстень с вензелем имени Его Величества (1848);
- Орден Святого Станислава 1-й ст. (1849);
- Орден Святой Анны 1-й ст. (1851);
- Знак отличия за XX лет беспорочной службы (1851);
- Орден Святого Георгия 4-й ст. за 25 лет службы (1852);
- Орден Святого Владимира 2-й ст. (1853);
- Знак отличия за XXV лет беспорочной службы (1855);
- Табакерка с портретом Его Величества, бриллиантами украшенная (1856);
- Орден Белого орла (1860);
- Орден Святого Александра Невского (1864);
- Алмазные знаки к Ордену Святого Александра Невского (1866);
- Орден Святого Владимира 1-й ст. (1870);
- Орден Святого Андрея Первозванного (30.08.1874);
- Знак отличия за XL лет беспорочной службы (1879);
- Портрет Его Величества (1883);
- Знак отличия за L лет беспорочной службы (1883);
- Бриллиантовые знаки к Ордену Святого Андрея Первозванного (1886);
- Портрет императоров Александра II и Николая I, украшенный бриллиантами (1890).

Иностранные:
- Баварский Орден Баварской Короны (1838);
- Шведский Орден Меча (1841);
- Датский Орден Данеброг, большой крест (1867);
- Итальянский Орден Святых Маврикия и Лазаря, большой крест (1867);
- Греческий Орден Спасителя, большой крест (1867);
- Черногорский Орден Князя Даниила I 1-й ст. с алмазами (1869);
- Прусский Орден Красного Орла, большой крест (1869);
- Австрийский Орден Леопольда, большой крест (1872);
- Персидский Орден Льва и Солнца (1872);
- Портретом персидского шаха с алмазами (1873);
- Саксен-Кобург-Готский Орден Саксен-Эрнестинского дома, большой крест (1874);
- Мекленбург-Шверинский Орден Вендской короны (1874);
- Шведский Орден Серафимов (19.07.1875)
- Датский Орден Слона (1876);
- Сербский Орден Таковского креста 1-й ст. (1878);
- Французский Орден Почетного легиона 1-й ст. (1882);
- Болгарский Орден «Святой Александр» 1-й ст. (1882);
- Итальянский Орден Аннунциаты (1883);
- Прусский Орден Чёрного орла (1883);
- Австрийский Орден Святого Стефана, большой крест (1883);
- Саксен-Веймарский Орден Белого сокола, большой крест (1883);
- Бельгийский Орден Леопольда I, большой крест (1883);
- Японский Орден Восходящего солнца 1-й ст. (1883);
- Баварский Орден Баварской Короны, большой крест (1883);
- Румынский Орден Звезды Румынии, большой крест (1883);
- Турецкий Орден Османие 1-й ст. (1885);
- Бразильский Орден Розы, большой крест (1887);
- Персидский Орден Кодс (1889);
- Гессен-Дармштадтский Орден Людвига 1-й ст. (1890).